# Mincho Pashov
Mincho Pashov (né le 7 novembre 1961 à Shishmantsi et mort le 15 novembre 2019 à Plovdiv) est un haltérophile bulgare.

## Carrière
Mincho Pashov participe aux Jeux olympiques de 1980 à Moscou et remporte la médaille de bronze dans la catégorie des poids légers.